# Hexafluorophosphate d'ammonium
L'hexafluorophosphate d'ammonium est un composé chimique de formule NH4PF6. Il se présente sous la forme de petits feuillets carrés ou rectangulaire incolores. Il est très légèrement soluble dans l'eau et davantage dans l'acétone, le méthanol et l'éthanol. Il se décompose au chauffage avant de fondre et est lentement hydrolysé par les acides forts à la cuisson.
L'hexafluorophosphate d'ammonium peut être obtenu par réaction du pentachlorure de phosphore PCl5 avec le fluorure d'ammonium NH4F :
PCl5 + 6 NH4F ⟶ NH4PF6 + 5 NH4Cl.
Il est également possible de faire réagir de l'hexachlorophosphazène (NPCl2)3 avec de l'acide fluorhydrique HF :
(NPCl2)n + 6n HF ⟶ n NH4PF6 + 2n HCl.
On peut utiliser l'hexafluorophosphate d'ammonium pour produire de nombreux sels d'acide hexafluorophosphorique HPF6 comme le monohydrate d'hexafluorophosphate de sodium NaPF6·H2O ou l'hexafluorophosphate de potassium KPF6 à partir des solutions alcalines correspondantes, ou les hexafluorophosphates de rubidium et de césium à partir de chlorure de rubidium RbCl et de chlorure de césium CsCl respectivement.